# Rådrumslagen
Rådrumslagen, eller lagen (1979:335) om förbud mot att under viss tid tillföra kärnreaktorer kärnbränsle var en lag som trädde i kraft den 19 juni 1979 och ersattes 1984 av Lag (1984:3) om kärnteknisk verksamhet.
Lagen tillkom som en reaktion på Harrisburgolyckan den 28 mars 1979 och innebar i praktiken att de färdigbyggda reaktorerna Ringhals 3 och Forsmark 1 inte fick tillföras kärnbränsle trots att de meddelats laddningstillstånd enligt villkorslagen den 27 mars 1979, utan fick avvakta resultatet av den kommande folkomröstningen i kärnkraftsfrågan den 23 mars 1980.